# Jabeek
Jabeek (en limbourgeois Joabik) est un village néerlandais situé dans la commune de Beekdaelen, dans la province du Limbourg néerlandais. Le 1er janvier 2007, le village comptait 740 habitants.

## Histoire
Le 1er janvier 1982, la commune de Jabeek fusionne avec celles de Bingelrade, Merkelbeek et Schinveld, pour former la nouvelle commune d'Onderbanken.

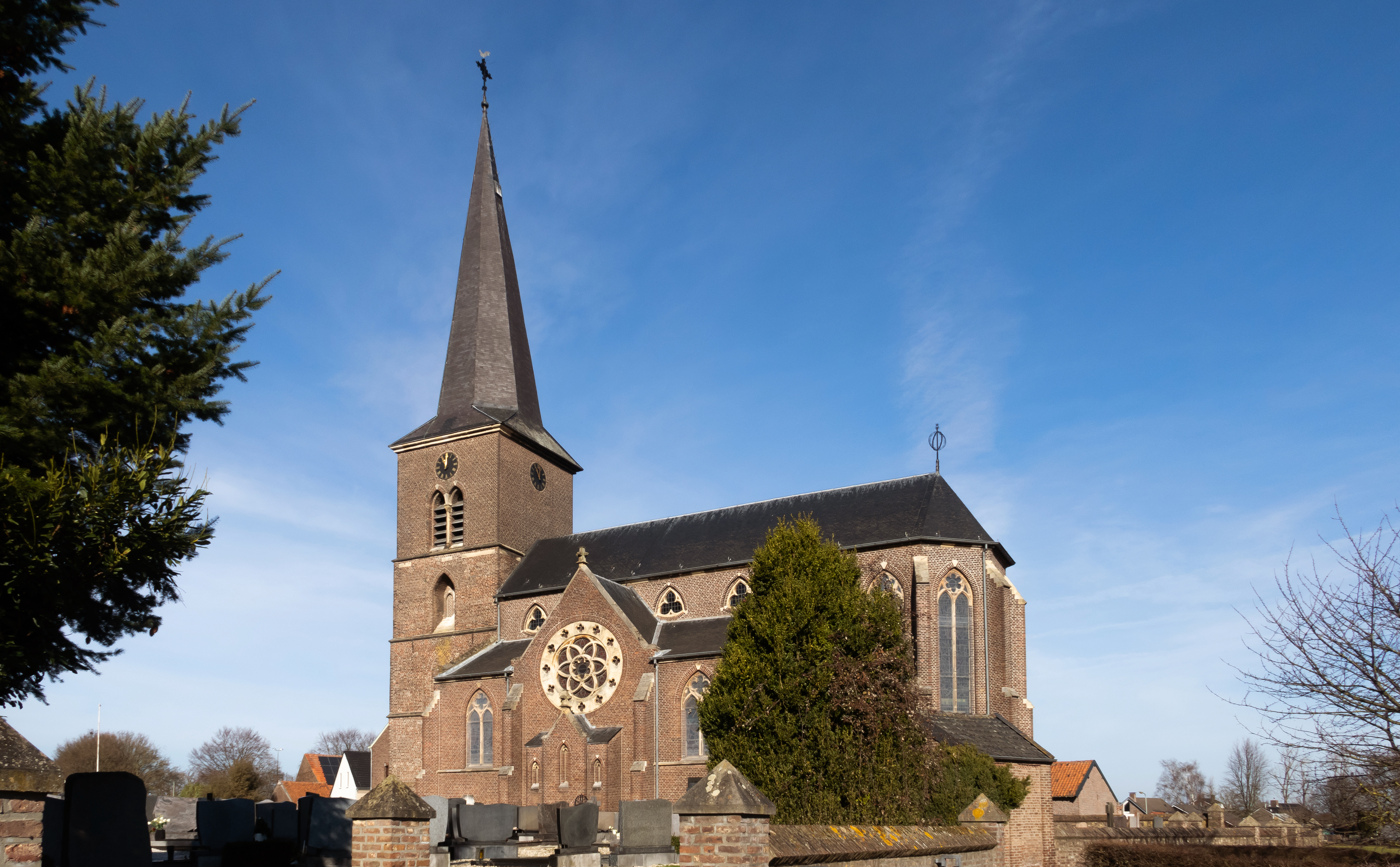
Jabeek, l'église: Sint-Gertrudiskerk